# Charlotte Delbo
Pour les articles homonymes, voir Delbo.
Charlotte Delbo est une écrivaine française, née le 10 août 1913 à Vigneux-sur-Seine et morte le 1er mars 1985 à Paris 4e. Résistante, elle a été déportée à Auschwitz-Birkenau de janvier 1943 à janvier 1944 puis à Ravensbrück de janvier 1944 à avril 1945.
Membre des Jeunesses communistes, issue d'une famille d'immigrés italiens, elle travaille avant la guerre comme assistante du metteur en scène Louis Jouvet. Elle s'engage en 1941 dans la Résistance avec son mari Georges Dudach qui sera arrêté avec elle et fusillé au Fort Mont-Valérien en 1942. Elle est déportée à Auschwitz-Birkenau dans le convoi du 24 janvier 1943 dit « le convoi des 31000 » qui comprend 230 femmes, résistantes pour la majorité d'entre elles. Elle sera l'une des 49 rescapées de ce convoi.
Pendant sa déportation, elle décide qu'à son retour, elle écrira une œuvre sur la déportation qu'elle a traversée. Entre 1946 et 1982, elle écrit 6 livres, tous différents par leur point de vue et leur forme.
Revenue des camps, Charlotte Delbo reste une femme engagée, elle prendra notamment position contre la guerre menée par la France en Algérie et sera la première à réagir publiquement aux propos négationnistes de Robert Faurisson.

## Biographie

### Origines et formation
Ses parents sont des immigrés italiens : son père, Charles Delbo (mort en 1941), chef monteur-riveteur et originaire de la Sarthe est le fils d’un italien ayant fui la crise économique italienne ; sa mère, Erminie Delbo née Morero (morte en 1971), est née à Torre Pellice, dans le Piémont et a quitté son pays a dix-huit ans. Elle n’a pas de profession.
Charlotte Delbo est l’aînée d’une fratrie de quatre enfants – dont l’un, Daniel, engagé en 1944 « pour aller chercher sa sœur [à Auschwitz] » est tué au printemps 1945. Elle naît le 10 août 1913 à Vigneux-sur-Seine, dans l’Essonne.
Elle n’a aucun diplôme : dans ses archives personnelles disponibles à la BnF, trois de ses CV sont conservés et il y a des changements. Dans l’un, elle aurait obtenu un baccalauréat es lettres à Nice. Dans un autre, elle aurait obtenu trois certificats à La Sorbonne : en Histoire moderne, en Histoire de la philosophie et en Histoire de la sociologie. Dans le dernier — celui de 1960 pour rentrer au CNRS — elle dit n’avoir aucun diplôme. Les deux premiers diplômes sont introuvables, c’est donc le troisième qui est admis.
Elle suit tout de même une formation de sténodactylographie bilingue anglais. Elle travaille dès dix-sept ans dans la société Duco puis de 1933 à 1936 dans une société coloniale française, L’Africaine Occidentale, d’importation de bois de Côte d'Ivoire, du Sénégal, de la Mauritanie, du Soudan, de la Guinée et du Togo.
Elle adhère en 1932 aux Jeunesses communistes puis en 1936 à l'Union des jeunes filles de France fondée par Danielle Casanova. Elle « fait de la philosophie » de 1930 à 1934 : elle assiste aux cours du soir d’Henri Lefebvre dans des locaux de La Sorbonne, cours sur la demande d’une association d’étudiants de gauche. Elle y rencontre Georges Dudach le 23 avril 1934, jeune militant communiste qu’elle épouse le 17 mars 1936 à la mairie du 3e arrondissement de Paris
Elle rédige à partir d’octobre 1936 des articles dans la revue Les Cahiers de la jeunesse, dont Georges Dudach est le rédacteur en chef et dirigée par Paul Nizan et Luc Durtain. Elle y écrit des articles littéraires — sur les romans d’André Malraux, Jean Giono, Alberto Moravia, Ernest Hemingway, William Faulkner, Henry de Montherlant, Charlotte Brontë et Pearl Buck — et culturels — dont un titré « Mission de la pensée française ». Pour le numéro 3 des Cahiers, elle interview Louis Jouvet, comédien, metteur en scène, directeur de l’Athénée et professeur au Conservatoire. Frappé par la qualité de sa transcription, il l’engage comme assistante personnelle à partir de novembre 1937. Jusqu’en 1940, elle prend en notes les cours de Jouvet au Conservatoire, notes qui deviendront deux volumes publiés par Gallimard.
Elle continue son activité à l’Athénée lors de l’invasion de la Pologne par l’Allemagne puis lors de la « drôle de guerre ». Louis Jouvet décidé alors de monter L'École des femmes et de lancer une tournée pour fuir Paris : les autorités allemandes lui ont interdit de monter des pièces de Jean Giraudoux ou Jules Romains, censure oblige, et lui ont demandé de nommer les éventuelles personnes juives travaillant pour lui. Delbo est chargée des ausweiss (laissez-passer), délivrés au siège du Militärbefehlshaber in Frankreich (Haut commandement militaire allemand en France) au Majestic. Après avoir été acclamée à Paris, la pièce s’exile en Suisse, au Portugal puis au Brésil et en Argentine, à partir de mai 1941. En septembre, en apprenant que des résistants communistes sont fusillés et que son mari est en grand danger, elle décide de rentrer, malgré les mises en garde de Jouvet. Elle arrive au Portugal le 29 octobre à bord du Bagé, paquebot qui sera coulé à son retour vers le Brésil d’où elle partait.

### Résistance et arrestation

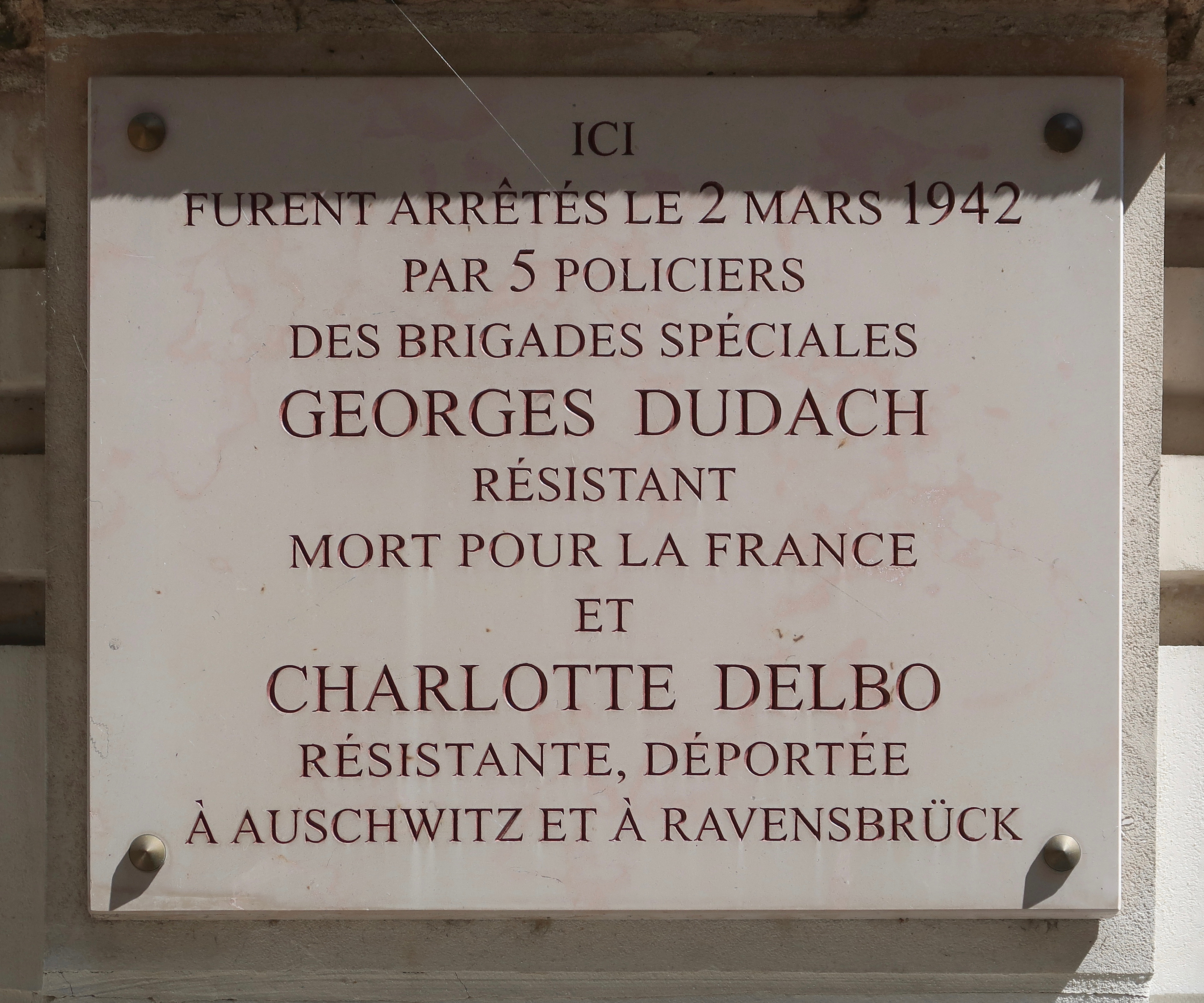
Plaque commémorative au 93, rue de la Faisanderie (16e arrondissement de Paris).

Charlotte Delbo vit dans la clandestinité avec son mari. Elle est chargée de l'écoute de Radio Londres et de Radio Moscou qu'elle prend en sténo.
Alors qu'ils travaillent à la parution du premier numéro de Les Lettres françaises, dont Jacques Decour est le rédacteur en chef, Charlotte Delbo et Georges Dudach sont arrêtés le 2 mars 1942, à leur domicile, au 93, rue de la Faisanderie, dans le 16e arrondissement de Paris, par cinq policiers des Brigades spéciales, dans le cadre d’une importante enquête et de filatures très organisées qui visent le mouvement intellectuel clandestin du Parti communiste français. Pierre Villon, qui se trouvait avec eux, réussit à s'échapper par la fenêtre de la salle de bain avant que les hommes des Brigades spéciales ne s'aperçoivent de son exfiltration,.
Charlotte Delbo et Georges Dudach sont arrêtés en même temps qu’une centaine de résistants dont Maï et Georges Politzer, Marie-Claude Vaillant-Couturier, Jacques Decour,Jacques Solomon et Hélène Solomon-Langevin.

### Emprisonnement et déportation

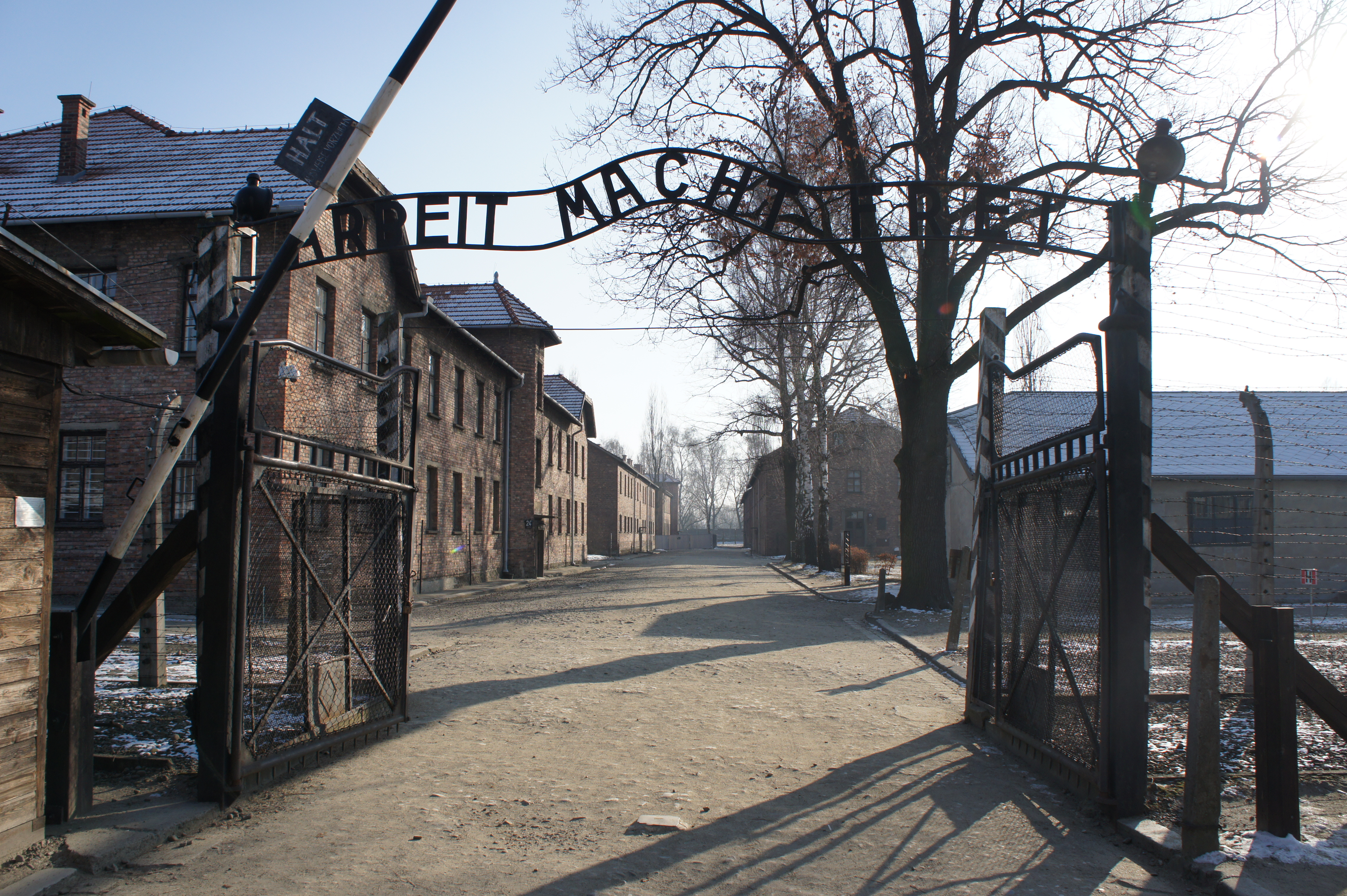
Entrée d'Auschwitz avec l'inscription Arbeit macht frei (« le travail rend libre »).

Les hommes du groupe subissent des tortures. Les femmes sont « relativement épargnées » jusqu'au 29 avril 1942 où elles sont remises à la Gestapo et fichées Nuit et brouillard.
Georges Dudach est fusillé au Fort du Mont-Valérien le 23 mai 1942, à l'âge de 28 ans.
Incarcérée à la prison de la Santé, à Paris, jusqu'au 24 août 1942, puis au fort de Romainville où se retrouvent la plupart des 230 femmes qui viennent de toute la France et sont issues de différentes classes sociales. Il s'agit, pour des raisons encore inexpliquées, du seul convoi de déportées politiques françaises envoyé à Auschwitz.
Ces femmes ont marqué l'histoire de Birkenau : elles entrent en chantant La Marseillaise. La force de leur solidarité depuis le Fort de Romainville permet à 49 femmes d'entre elles de rentrer,.
Charlotte Delbo est affectée aux commandos les plus durs (assèchement des marais et démolitions). À partir de juillet 1943, grâce à l’organisation solidaire et politique des déportées entre elles, Charlotte Delbo et quelques-unes de ses compagnes sont envoyées au petit camp agricole de Raïsko. Des conditions moins dures leur permettent de reprendre vie et de monter une pièce de théâtre : le Malade imaginaire de Molière.
Le 7 janvier 1944, elle est transférée à Ravensbrück parmi un petit groupe de huit. C’est là qu’elle échange sa ration de pain contre un exemplaire du Misanthrope de Molière. Le soir, elle l’apprend par cœur, et se le récite pour tenir pendant les appels interminables. Le 23 avril 1945, Charlotte Delbo fait partie des Françaises emmenées en Suède par la Croix Rouge suédoise.

### Après la guerre
Au début de 1946, elle vient en convalescence au Mont-sur-Lausanne (Suisse), à la pension Hortensia, une des 9 maisons d'accueil mises sur pieds par l'ADIR et son Comité d'aide en Suisse. Pendant ce séjour elle commence son travail d'écriture, publiant en particulier 2 nouvelles dans le mensuel féminin suisse Annabelle. Elle se lie aussi d'amitié avec Ida Grinspan. Après ce séjour, elle retravaille auprès de Louis Jouvet jusqu’en 1947. Puis, elle trouve un emploi à l’ONU (Genève) comme traductrice interprète. Elle y travaille jusqu’en 1960 à différents emplois, dont un d’une année (1949) à Athènes.
En 1959, elle participe à un voyage d’observateurs organisé par l’ONU qui lui permet de traverser une partie de l’URSS. Elle en ressent un immense désappointement de ce qu’elle avait imaginé du socialisme réel. Elle découvre la réalité sociale et culturelle de la Russie soviétique, considère qu’elle a été le jouet d’une mystification et que tout était donc faux.
Elle rentre à Paris en septembre 1960, opposée à la guerre d’Algérie. Elle trouve un emploi, au CNRS, auprès d’Henri Lefebvre. Elle transcrit ses cours à l’Université, tape ses manuscrits, suggère des corrections, débat avec lui, écrit des articles pour la Revue française de sociologie.
En 1961, elle achète dans le Loiret une maison de campagne pour y séjourner avec ses amis, l'ancienne gare de Breteau, la « plus petite gare du monde », écho d’Auschwitz, « la plus grande gare du monde ».
En 1974, elle sera la première à réagir aux propos négationnistes de Robert Faurisson.
Elle voyage en Grèce et en Italie, ses pays de prédilection, aux États-Unis, en Espagne, au Portugal, en Écosse.
On lui découvre un cancer du poumon au début des années 1980, elle décède à l’Hôtel Dieu à Paris, le 1er mars 1985.

## L'œuvre
« Puisque j’ai eu le privilège d’être témoin de ce paroxysme de l’histoire, d’y participer, la chance d’en revenir et la capacité d’écrire, eh bien il n’y avait plus qu’à écrire ».
Pour Michael Rothberg, l’œuvre de Charlotte Delbo « compte parmi les réponses les plus implacables aux camps nazis publiées dans quelque langue que ce soit. »
« Charlotte Delbo a écrit avec une lucidité éprouvante les scènes vécues. Elle en a fait des tableaux aux arêtes coupantes. C’est un au-delà du monde, qui est dépeint, où ne s’entendent plus les cris d’épouvante de celles qui sont au bord des mourantes. L’épreuve de la lecture est métamorphosée par son écriture, le rythme, les mots choisis, ce qu’ils contiennent d'émotion, d’amour, de saisissante conscience. Les quelques images qui se détachent dans le récit agissent comme un baume sur le lecteur, au milieu du terrible qui est lu ».

### Aucun de nous ne reviendra
À son retour de déportation, dès qu’elle « a pu tenir debout et tenir une plume », comme elle le disait, elle écrit Aucun de nous ne reviendra, titre emprunté à un vers d’Apollinaire. Encore imprégnée du traumatisme, elle y décrit avec acuité une suite de scènes de Birkenau dont la chronologie est éclatée. Son livre ne commence pas par leur arrivée, mais par l’arrivée d’un convoi de juifs de l’est de l’Europe dont elle s’attache à montrer l’humanité des personnes descendant du train. Le titre qui inclut les rescapés « exprime l'idée selon laquelle les rescapés ne sont pas vraiment revenus ». Elle raconte celles qui étaient « nos camarades d’hier », ce qu’elles subissaient dans les commandos, derrière la vision des cadavres gelés entassés dans la cour du bloc. Des poèmes alternent avec les récits et scandent le rythme de la lecture. Elle rend les sensations éprouvées avec une langue précise, économe en mots, et des images saisissantes de force poétique. L’influence des mises en scène de Jouvet qui travaillait l’illusion poétique pour rendre l’action, se retrouve dans le caractère pictural des tableaux qu’elle décrit.
Elle garde au secret son livre pendant 20 ans : « Ce livre répondait à tant et tant d’importance, ce serait peut-être la seule œuvre de ma vie, mais il fallait que ce fût une œuvre, mais pour m’assurer que c’en était une il faudrait que je le revoie après l’avoir mis de côté 20 ans. »
Il est publié, en mars 1965, dans la collection de Colette Audry, chez Gonthier.

### En 1948
À la suite d’une représentation du Dom Juan de Molière mise en scène par Jouvet, elle commence le récit de sa déportation sous la forme d’une lettre à Jouvet qui met en scène les personnages fictifs qui l’ont accompagné. Ce texte deviendra la première partie de Spectres, mes compagnons.

### En 1959
Au retour de son séjour en Union soviétique, elle écrit ce qu’elle a vu, ses conversations avec des Soviétiques, ses promenades, le soir dans les villes, en fait un récit vivant qui montre sa sévère désillusion. Un métro nommé Lénine reste pour le moment inédit.

### Les Belles Lettres
À son retour en France, « elle est à la recherche de la vérité sur la guerre d'Algérie. (...) Elle vise à établir la vérité objective sur le plan politique, fondée sur des faits ». Pour rendre compte de toutes les voix qui s’expriment sur la guerre d’Algérie, elle choisit de composer un livre avec des extraits de lettres ouvertes publiées dans la presse, qu’elle commente parfois avec ironie pour exprimer son opposition à la poursuite de la guerre d’Algérie. Elle le termine par deux lettres émouvantes d’Algériens.
Les Belles Lettres (Les Éditions de Minuit) est son premier livre publié, en 1961.

### Le convoi du 24 janvier
En 1964-1965, elle veut reconstituer la vie souvent anonyme des 230 femmes qui composaient son convoi. En faisant ce livre, dit Charlotte Delbo, je voulais seulement répondre à la question : qui étaient ces femmes qui se trouvaient avec moi ? Qu'avaient-elles fait ? Dans la plupart des cas en effet, nous ne le savions pas, et elles sont mortes avant de nous l'avoir dit.
Elle écrit en introduction un récit à la fois objectif et sensible pour raconter les quatre années d’emprisonnement et de déportation. En suivant l’ordre alphabétique, elle rédige 230 biographies. Chaque notice est écrite dans une approche à la fois sociologique, historique et littéraire. Elle y précise leur milieu d’origine, les activités qui ont abouti à leur arrestation, leurs semaines ou leurs mois à Birkenau, et les conditions du retour des 49 survivantes. L’ouvrage est autant un livre d’histoire et de sociologie, que de littérature par son écriture. Le convoi du 24 janvier est publié en novembre 1965 aux Éditions de Minuit.

### Une connaissance inutile
Une connaissance inutile est un ouvrage composé à partir de poèmes écrits en 1946 sur son amour pour Georges Dudach et sur Auschwitz. Elle y ajoute des scènes à la Santé, à Birkenau, à Raisko, la pièce jouée de Molière, son transfert à Ravensbrück en train de voyageurs, sa dernière nuit au camp. « Charlotte Delbo emmêle son terrible séjour chez les morts d'Auschwitz et la mort qui a enlevé son amour. La cause, la barbarie nazie, est la même. le souvenir de son amour est douloureux, le souvenir du séjour chez les morts et du martyre de toutes celles qui sont parties ou de celles qui ont été martyrisées est une douleur. Pourtant il faut écrire la douleur, la livrer au langage et tenir à distance ce qui pourrait faire sortir des mots et nous laisser dans l'indicible. Et introduire du mouvement, de la vie, de la lumière en écrivant ce qu'elle a vécu aux camps parce que l'étreinte de la mort s'est desserrée, et dire la distance indispensable entre le souvenir du "séjour d'entre les morts" et le retour à la vie qui peut suivre. »
« Je reviens d’au-delà de la connaissance », est un des derniers vers du recueil. Les connaissances qu’elle a rapportées « ne peuvent pas servir parce que c’est une connaissance hors de la vie. »

### Mesure de nos jours
L‘année suivante, en 1971, paraît Mesure de nos jours. Dans ce troisième volume de la trilogie Auschwitz et après, Charlotte Delbo écrit à la première personne le retour de douze déportés, en restituant leur voix, récits entrelacés de quelques poèmes. Dans Mesure de nos jours, Charlotte Delbo a « l'art de faire résonner la langue parlée à l'intérieur d'un récit (...). Et il y a des moments très brefs où intervient celle qui écoute, qui "a de la peine à croire", une petite remarque où un espace se crée, la personne qui écoute y est présente. Nous lisons le récit comme intégré à celui-ci. »

### Qui rapportera ces paroles
Elle écrit une première pièce de théâtre pour transférer le contenu de son livre Aucun de nous ne reviendra. Pour que « les mots soient proférés sur une scène ». Qui rapportera ces paroles est jouée en 1974 sur la scène du Théâtre de la Roquette, actuellement Théâtre de la Bastille, dans les costumes et le décor d’André Acquart et avec la musique d’Alain Kremski.
Charlotte Delbo dit à propos de sa pièce : « J'ai une grande foi dans la parole et dans la communication, je ne crois pas à l'incommunicable, je crois que les mots ont une force qui leur permet de toucher les gens au cœur et je crois que les gens qui vont voir la pièce Qui rapportera ces paroles sont touchés au cœur. »
Elle poursuivra l’écriture de pièces de théâtre en se saisissant des sujets politiques : le Chili, le procès des séparatistes basques à Burgos, une tentative de coup d’état au Maroc, la révolution des Œillets au Portugal.

### Chroniques dansLe Monde
Elle écrit des chroniques publiées dans Le Monde. Elle est la première à dénoncer le négationnisme de Faurisson. Il lui avait écrit pour lui demander si elle avait des photos des chambres à gaz susceptibles de « présenter quelque garantie d'authenticité ». « J'ai vu déferler sur Auschwitz, où je suis arrivée le 27 janvier 1943, des juifs de toute l'Europe, des populations entières que les SS poussaient vers ce hangar et qui y disparaissaient pour toujours. Excusez-moi Monsieur, à Birkenau j'étais privée de tout, même d'un appareil photo ». Elle n'aura pas que cette ironie dans son argumentation.

### Spectres, mes compagnons
En 1969, elle poursuit, toujours comme une lettre à Jouvet, le récit de sa déportation à la manière d'un voyage en compagnie de personnages fictifs qui la rejoignent dans sa cellule de prison et dans le train vers Auschwitz : c'est Fabrice sorti de La Chartreuse de Parme, Alceste du Misanthrope. D’autres lui apparaîtront au camp, au-dessus de la ligne d'horizon des marais ou pendant les appels, Ondine, Antigone, la Duchesse de Guermantes, Don Juan. Ce récit sera publié en deux parties d’abord aux États-Unis dans la Massachusetts Review, puis en 1977 sous le titre de Spectres, mes compagnons.
Ce livre est consacré à l'imaginaire, à son importance dans la chaîne qui lie les hommes à leur histoire. Avec Louis Jouvet, Charlotte Delbo a « "appris à penser "le monde imaginaire" des livres, non comme séparé du monde où elle vit, mais comme une façon de l'appréhender. »

### À partir de 1979
Elle réunit des textes qu’elle écrit sur les drames politiques de plusieurs pays (Espagne, Grèce, Pologne, Argentine, URSS)1, sur les trajets de celles qui cherchent dans leur exil à se relever de la déportation, et sur la mémoire inaltérable d’Auschwitz qu’elle porte « à côté d’elle ». Ce manuscrit, La Mémoire et les Jours, qu’elle aurait voulu faire paraître comme le quatrième volume d’Auschwitz et Après, sera édité après sa mort (1985) par son ami Georges Nataf, éditeur de Berg International.

## Hommages
L’œuvre littéraire de Charlotte Delbo, publiée en grande partie dans les années 1960/1970 a d'abord été reconnue, traduite, commentée, au travers de colloques, de conférences, de thèses, d'essais et de représentations théâtrales aux États-Unis et en Angleterre dans les années 1970/1980. En France, bien que connue d'un cercle restreint de lecteurs, c'est dans les années 1990 que son œuvre a pu rencontrer un plus large public grâce notamment aux lectures publiques et nationales conçues et réalisées par la compagnie de théâtre Bagages de Sable.
- Le 3 février 1995[39] la compagnie théâtrale Bagages de Sable conventionnée par le Ministère de la culture et de la communication, codirigée par Patrick Michaëlis et Claude Alice Peyrottes a conçu et réalisé à partir d'une proposition du comédien Yves Thouvenel une nuit de lectures publiques et nationales[40] de la trilogie Auschwitz et après[41] de Charlotte Delbo, dans les 154 communes de naissance des femmes du convoi du 24 janvier[42] 1943, Convoi dit des 31000. La majorité d'entre elles étaient des combattantes de la Résistance[43]. Un ouvrage rend compte de cette manifestation artistique : Les Veilleuses[44] de Sylviane Gresh. Cette manifestation de lectures publiques et nationales, en partenariat avec France-Culture a accru de façon notoire la connaissance de l'œuvre de Charlotte Delbo dans l'espace public, éducatif, artistique et culturel, comme le montrent les différents hommages[45] qui suivirent. En 2013, à l'occasion du centenaire de sa naissance, Charlotte Delbo fera partie des personnalités choisies pour être célébrées sur le plan national. Cette célébration fut l'occasion de nombreuses manifestations publiques, la publication d'une première biographie[46], mais aussi la réédition de son œuvre et l'édition d'inédits. L’œuvre de Charlotte Delbo dont les archives sont depuis 2012 à la BnF au département des Arts et du Spectacle est régulièrement l'objet de recherches par les nouvelles générations de chercheurs, ses pièces de théâtre de plus en plus jouées, ses textes de plus en plus lus : son nom est désormais présent dans l'espace public : rues, places, espaces municipaux, bibliothèques, centres culturels, établissements scolaires, salles de spectacle Charlotte-Delbo[47] sont régulièrement inaugurés, le dernier en date est le lycée de Dammartin-en-Goële, nommé lycée Charlotte-Delbo le 9 septembre 2015[48].
- Le 5 février 1995, France Culture partenaire de la manifestation des lectures publiques et nationales du 3 février, diffuse Appel à la mémoire-Charlotte Delbo Auschwitz matricule 31661[49], deux émissions produites par Claude Alice Peyrottes, réalisées par Jean-Jacques Vierne, coordination Nelly Lenormand : Les revenantes et Spectres mes compagnons.
- En 1998, le collège de Tronget dans l'Allier a été baptisé collège Charlotte-Delbo par la volonté des élèves et de l’équipe pédagogique[50] à la suite des lectures de la trilogie Auschwitz et après de Charlotte Delbo, faites dans toutes les communes de naissance des femmes du Convoi du 24 janvier, organisées à l’initiative de la compagnie Bagages de Sable, relayée en Auvergne par la compagnie l’Œil Écoute. La commune de Le Montet, appartenant à l’arrondissement du Tronget, fut choisie pour accueillir « Betty », Lucienne Langlois[51] de son nom de Résistance, comme citoyenne d’honneur pour cette nuit de lecture.
- Le 27 janvier 2005, à l'occasion du soixantième anniversaire de la libération du camp d'Auschwitz, le nouveau pavillon français du Musée Mémorial[52] a été inauguré dans le bloc 20 du camp, en présence de Jacques Chirac, président de la République Française[53], accompagné de Simone Veil, Serge Klarsfeld et Annette Wieviorka. Déportés de France à Auschwitz, 27 mars 1942 - 27 janvier 1945 : c'est sous ce titre qu'une exposition[54] retrace l'itinéraire particulier de cinq déportés : Charlotte Delbo, Pierre Masse, Georgy Halpern, Jean Lemberger, Sarah et Hersch Beznos avec leurs enfants et leurs petits-enfants[55].
- En janvier 2008, la bibliothèque du deuxième arrondissement de Paris devient bibliothèque Charlotte-Delbo.
- Le 8 mars 2008 à l'occasion de la journée internationale des droits de la femme, le portrait de Charlotte Delbo est accroché sur la façade du Panthéon[56] aux côtés d'autres grandes femmes : Maria Deraimes, Louise Michel, George Sand, Simone de Beauvoir, Marie Curie, Olympe de Gouges, Solitude, Colette.
- En 2010, l'association Les Amis de Charlotte Delbo (ACD) voit le jour à l'initiative de Claudine Collet Riera[57], légataire universelle de Charlotte Delbo, réunissant artistes, enseignants, universitaires, tous ayant à cœur de mieux faire connaître son œuvre et d'organiser des manifestations publiques à l'occasion du centenaire de sa naissance en 2013.
- En septembre 2017, la comédienne française Dominique Reymond lit à La Bibliothèque des voix Aucun de nous ne reviendra de Charlotte Delbo[58]. Le livre audio est alors honoré à la fois d'un Coup de cœur 2017 de la parole enregistrée de l'Académie Charles Cros[59] et du Grand Prix du livre audio 2018, catégorie littérature contemporaine, décerné par l'association spécialisée La plume de Paon[60],[61].

## 2013: centenaire de la naissance de Charlotte Delbo
En 2013, sous l'impulsion de l'association Les Amis de Charlotte Delbo, présidée par Claude Alice Peyrottes de 2011 à 2013, le centenaire de la naissance de Charlotte Delbo sera mis au nombre des Commémorations Nationales par le Haut comité des Commémorations Nationales- Archives de France (Ministère de la Culture et de la Communication) sous le haut patronage de la Ministre de la Culture et de la Communication, Aurélie Filippetti.
- Le 3 janvier 2013 paraît la première biographie de Charlotte Delbo par Violaine Gelly et Paul Gradvohl, Charlotte Delbo aux éditions Fayard[63] qui recevra le prix Geneviève Moll[64]. La sortie du livre sera suivie de nombreuses conférences et d'émissions de radio[65], en France et à l'étranger par Violaine Gelly et Paul Gradvohl.
- Le 24 janvier 2013, conférence de presse au théâtre de l'Athénée-Louis-Jouvet, pour le lancement du centenaire de la naissance[40] de Charlotte Delbo, à l'initiative de l'association Les Amis de Charlotte Delbo. À cette occasion, Muriel Mayette-Holtz, administratrice de la Comédie-Française, lira une lettre de Charlotte Delbo[66] envoyée depuis Ryd en Suède, le 17 mai 1945, et adressée à Louis Jouvet.
- Les 7 et 8 février 2013, au Centre Dramatique Régional de Haute-Normandie Théâtre des 2 Rives, représentations de Mesure de nos jours de Charlotte Delbo, mise en scène, Claude Alice Peyrottes[67].
- Le 27 février 2013 au CNSAD (Conservatoire national supérieur d'art dramatique) dirigé par Daniel Mesguich, Soirée Charlotte Delbo. Lecture de textes extraits de son œuvre par les élèves du Conservatoire National Supérieur d'Art Dramatique[68].
- Les 1er et 2 mars 2013, Colloque International Charlotte Delbo, à l'initiative de Claudine Collet Riera, président d'honneur Rithy Panh[69] au petit auditorium de la BnF/Site François-Mitterrand[70] et au Studio-Théâtre de la Comédie-Française, organisé conjointement par la BnF, l'Université de Rennes 2, l'Institut d'histoire de la Résistance de Bergame (ISREC), et l'association Les Amis de Charlotte Delbo en partenariat avec la Comédie-Française[71]. Ce colloque fera l'objet de l'édition d'un ouvrage publié par les PUR (Presses universitaires de Rennes) Charlotte Delbo-Œuvre et engagements[72] avec le soutien du Ministère de la Culture et de la Communication/DPG-SIAF, Mission aux Commémorations Nationales ; l'EA Arts : Pratiques et poétiques ; l'Institut d'Histoire de la Résistance Contemporaine/ Bergame (ISREC)[73] ; l'Association Les Amis de Charlotte Delbo ; la Fondation pour la Mémoire de la Shoah ; la Bibliothèque nationale de France[74].
- Le 8 mars 2013, à Rouen (Normandie) dans le cadre de la journée internationale des droits de la femme, représentation du spectacle Rue de l'arrivée rue du départ[75] de Charlotte Delbo, mise en scène de Claude Alice Peyrottes à la mairie de Rouen et vernissage et inauguration[76] en France au Pôle Régional des Savoirs, de l'exposition itinérante Charlotte Delbo, une mémoire à mille voix, réalisée par l'ISREC (Institut de l'Histoire de la Résistance/Bergame/Italie) en collaboration avec le CHRD[77] (Centre d'Histoire de la Résistance et de la Déportation/Lyon), l'ACD (association Les Amis de Charlotte Delbo)[78] et la BnF (Département des Arts et du Spectacle). Commissaire de l'exposition, Elisabetta Ruffini, directrice de l'ISREC, comité d'honneur, Claudine Riera Collet. L'Inauguration a eu lieu en présence d'Emmanuelle Jeandet-Mengual, vice-présidente de la région Haute-Normandie. L'exposition circulera tout au long de l'année 2013/2014[79] à Paris, en Région, en Europe : mairie du 5e arrondissement, Bruxelles au Parlement Européen, au Sénat[80]. À cette occasion un catalogue de l'exposition bilingue français/italien a été édité par Associazione Editoriale Il Filo d'Arianna[81].
- Le 18 mars 2013 à l'Institut français de Londres, un colloque Charlotte Delbo : Charlotte Delbo’s testimony: representation and transmission, organisé par Nicole Thatcher, auteure de Charlotte Delbo, une voix singulière[82] et Research Fellow à The University of Westminster (Group for War and Culture Studies) avec la participation du Pears Institute for the Study of Antisemitism (Birkbeck University of London), du groupe théâtral de Luke Dixon (directeur artistique) et le soutien de l'Institut français de Londres.
- Le 15 avril 2013 au théâtre du Vieux-Colombier/Comédie-Française, lecture de Qui rapportera ces paroles ?[83] de Charlotte Delbo par les comédiennes de la Comédie-Française[84], dirigée par Muriel Mayette, administratrice de la Comédie-Française. À la suite de cette lecture, le 6 mai 2014, Muriel Mayette-Holtz lira des textes de Charlotte Delbo au Panthéon[85].
- Mai 2013. Pour la première fois Charlotte Delbo apparaît dans un ouvrage scolaire qui lui consacre un article dans Histoire des Arts[86].
- Les 9 et 11 mai 2013, journées Hommage à Charlotte Delbo au CRR (Conservatoire à rayonnement régional de Rouen)[87] Le 9 mai, représentation de Charlotte Delbo : Les Leçons de théâtre de Louis Jouvet par la classe du cycle d’orientation professionnelle, salle Louis-Jouvet, puis le 11 mai au théâtre du Conservatoire. Adaptation et mise en scène, Maurice Attias, d'après Molière et la Comédie classique et Tragédie classique et théâtre au XIXe siècle[88].
- Le 11 mai 2013, représentation à l'auditorium du conservatoire d'une adaptation de la pièce de théâtre La Sentence de Charlotte Delbo, sous forme d'un oratorio, par l'ensemble musical Campsis, dirigé par le flûtiste François Veilhan avec les comédiennes Édith Scob et Raphaëlle Gitlis[89].
- Le 23 mai 2013, représentation à Montreuil de la pièce de théâtre Qui rapportera ces paroles ? de Charlotte Delbo par la Compagnie de la Pierre Blanche, mise en scène par Fabienne Margarita, avec 22 comédiennes professionnelles et amateurs au Théâtre de la Parole Errante[90] dirigé par Armand Gatti.
- Le 18 juillet 2013, au Festival d'Avignon, lecture enregistrée en direct par France Culture de Spectres mes compagnons de Charlotte Delbo par Emmanuelle Riva dans la cour du Musée Calvet[91]. En partenariat avec l'association Les Amis de Charlotte Delbo.
- Les 14 et 15 septembre 2013, à Fontenay-sous-Bois, à l'occasion des Journées européennes du patrimoine, Hommage des Arts Plastiques et de la Musique à Charlotte Delbo, par le pôle de création artistique La Fonderie[92].
- Les 11, 12, et 13 octobre 2013, enregistrement public de l'intégralité de la trilogie Auschwitz et après de Charlotte Delbo au château de Thillombois dans la Meuse, de 14 h à 20 h pour la bibliothèque sonore pour aveugles du GIAA (Groupement des Intellectuels Aveugles ou Amblyopes) par 23 comédiennes professionnelles et amateurs[93].
- Le 12 octobre 2013, la bibliothèque municipale de Vigneux-sur-Seine, commune de naissance de Charlotte Delbo a été inaugurée Bibliothèque Charlotte-Delbo[94]. Depuis, chaque année la bibliothèque organise des Journées Charlotte Delbo, lectures, représentations théâtrales, conférences, rencontres, expositions...
- Le 18 octobre 2013, inauguration à Rouen du centre municipal Charlotte-Delbo[95].
- le 23 novembre 2013, à Dole, dévoilement de la nouvelle plaque Place Charlotte-Delbo[96].
- le 9 septembre 2015, le lycée de Dammartin-en-Goële a été baptisé lycée Charlotte-Delbo[97].

## Archives sonores et audiovisuelles
- Commémoration du souvenir, Inter actualités de 20 heures, le 24 avril 1965 : Reportage à l'occasion de la commémoration des vingt ans de la libération des camps de concentration. Texte d'un auteur anonyme lu en exergue lu par un comédien anonyme. (3 min 05 s) Charlotte Delbo, auteur du livre Aucun d'entre nous ne reviendra, rescapée des camps, est interrogée sur ses souvenirs.
- Lecture pour tous. Le 21 avril 1965. Production : Office national de radiodiffusion télévision française. Chronique de Max Pol Fouchet sur À propos de nous.
- Radioscopie: En 1974, à l'occasion de la création de sa pièce de théâtre Qui rapportera ces paroles ? au théâtre Cyrano, Charlotte Delbo est l'invitée de Jacques Chancel dans son émission le 2 avril 1974.
- mission Agora, le 3 février 1995, entretien avec Geneviève de Gaulle Anthonioz et Marie-Claude Vaillant Couturier, à propos des écrits de Charlotte Delbo, notamment Le convoi du 24 janvier et Aucun de nous ne reviendra (Ed. de Minuit), qui seront lus, au cours de la soirée de ce 3 février, dans les 154 communes d'origine des 230 femmes déportées à Auschwitz par le convoi du 24 janvier 1943.
- Les femmes déportées, 28 avril 1996 : Émission à l'occasion de la journée annuelle des déportés, Florence Montreynaud présente des livres de témoignage écrits par des femmes déportées, et notamment deux livres de Charlotte Delbo, Spectres mes compagnons et La mémoire et les jours.

## Œuvres

### Essais, enquêtes, souvenirs et poèmes
- Les Belles Lettres, Les Éditions de Minuit, 1961 ; réédité en 2012.
- Le Convoi du 24 janvier, Les Éditions de Minuit, 1965, 1978, 1995.
- Auschwitz et après, quatre tomes :
  - Aucun de nous ne reviendra, Denoël-Gonthier Genève, collection « Femmes », publiée sous la direction de Colette Audry. 1965 ; réédition : Les Éditions de Minuit, 1970, 1979, 1995 ; livre audio, coll. Bibliothèque des voix, Éditions des femmes-Antoinette Fouque, 2017 (Coup de cœur 2017 de la parole enregistrée de l'Académie Charles Cros ; élu Grand Prix du livre audio, catégorie Contemporain de La plume de Paon)
  - Une connaissance inutile, Les Éditions de Minuit, 1970.
  - Mesure de nos jours, Les Éditions de Minuit, 1971, 1994.
  - La Mémoire et les Jours, Berg International, 1985, 1995 ; réédition : La Mémoire et les Jours. Auschwitz et après IV, Minuit, 2025[98].
- Spectres, mes compagnons, Maurice Bridel, Lausanne, 1977 ; réédition Berg international, Paris, 1995.

### Théâtre
- La Théorie et la Pratique, Anthropos, Paris, 1969.
- La Sentence, pièce en trois actes, P.-J. Oswald, 1972.
- Qui rapportera ces paroles ?, tragédie en trois actes, P.-J. Oswald, Paris, 1974, radiodiffusé sur France Culture le 24 mai 1975, dans une réalisation d’Alain Barroux. Création de la pièce le 11 mars 1974, à Paris, au Théâtre Cyrano (actuel théâtre de la Bastille dans le 11e arrondissement)[99]. Réédition avec Une scène jouée dans la mémoire, pièce en un acte. Introduction et postface de Cécile Godard. HB éditions, Aigues-Vives, 2001  (ISBN 2-911406-92-3)
- Maria Lusitania, pièce en trois actes, et le coup d'État, pièce en cinq actes, P.-J. Oswald, Paris, 1975.
- La Ligne de démarcation et La Capitulation, P.-J. Oswald, Paris, 1977.
- Les Hommes, pièce publiée par Thierry Bouchard dans la revue Théodore Balmoral no 68 en juin 2012.
- Ceux qui avaient choisi, pièce en deux actes, Les provinciales, Saint-Victor, 2011.
- Charlotte Delbo. Qui rapportera ces paroles? et autres inédits, Paris, Fayard, 2013 (ISBN 978-2-213-67253-3)

### Nouvelles publiées
- 1946 : « Les Hommes », Les Étoiles
- 1946 : « Lily », Annabelle
- 1946 : « Le Matin de la Liberté », Journal de Genève
- 1946 : « L’Ours en peluche », Annabelle
- 1960 : « Le vingtième anniversaire », Les Temps modernes
- 1973 : « Le chien de Gaby », Le Monde
- 1979 : « Tombeau du dictateur », Le fou parle

### Documentaires
- « Une vie, une œuvre par Matthieu Garrigou-Lagrange : Charlotte Delbo (1913-1985) » [audio], sur France Culture (consulté le 21 juillet 2018).
- « La poésie de Charlotte Delbo », sur radio-france.fr, 13 mai 2024 (consulté le 14 mai 2024).